# Ferrovia Pehlivanköy-Svilengrad

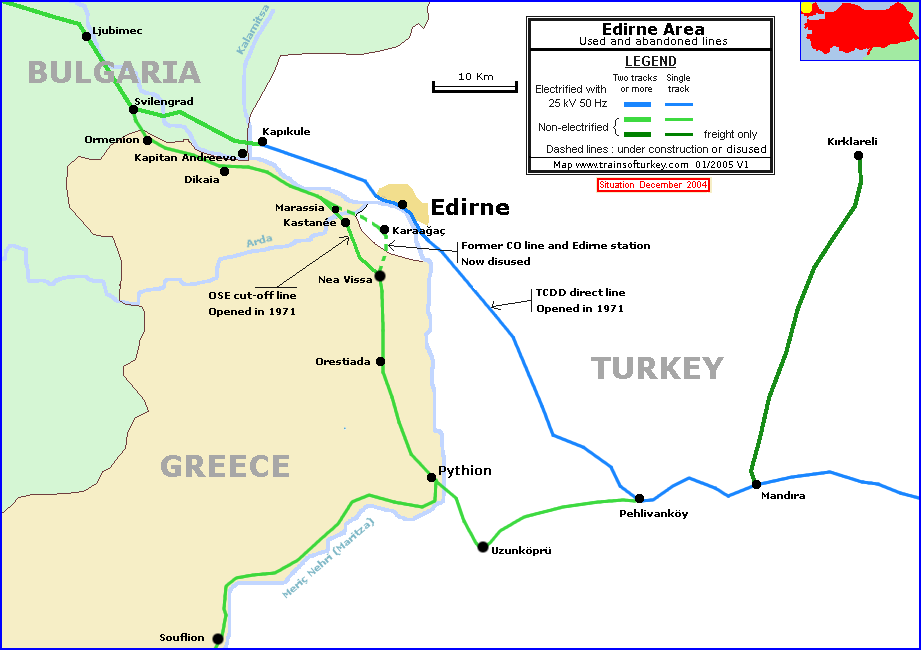
Stato della ferrovia prima e dopo le bretelle realizzate nel 1971.

La ferrovia Pehlivanköy-Svilengrad è una ferrovia lunga circa 87 km che si separa dalla linea per Pythion per raggiungere Svilengrad, in Bulgaria.

## Storia
La linea fu costruita nel 1971 dalle ferrovie statali turche, in modo da evitare il doppio attraversamento del confine greco per raggiungere Edirne sull'originaria linea ferroviaria. Anche le ferrovie greche costruirono nello stesso anno una bretella da Neo Vyssa a Marasia. La costruzione di queste due nuove linee portarono all'abbandono dell'originario percorso e della stazione di Karaağaç.

## Caratteristiche
La linea è interamente elettrificata e a semplice binario.

## Traffico
Il traffico passeggeri internazionale è generalmente garantito da una coppia di treni notturni che collegano Sofia e Bucarest con Halkalı, un sobborgo di Istanbul. Attualmente, a causa della pandemia di COVID-19, questo collegamento è sospeso. La tratta fra Halkalı e la stazione di frontiera di Kapıkule in genere è servita da un'unica coppia di treni regionali, attualmente sospesi sempre per via della pandemia.

## Percorso
| Continuation backward |

| Station on track |

|  | Unknown route-map component "ABZgl" | Unknown route-map component "CONTfq" |

| Unknown route-map component "bWBRÜCKE1" |

| Stop on track |

| Stop on track |

| Unknown route-map component "eHST" |

| Unknown route-map component "hSKRZ-G4hlru" |

| Stop on track |

| Unknown route-map component "eHST" |

| Unknown route-map component "bWBRÜCKE1" |

| Unknown route-map component "eHST" |

|  | Unknown route-map component "ABZg+l" | Unknown route-map component "KINTeq" |

|  | Junction both to and from left | Unknown route-map component "ENDEeq" |

| Station on track |

| Stop on track |

| Unknown route-map component "hKRZWae" |

| Unknown route-map component "SKRZ-G2o" |

| Unknown route-map component "SKRZ-Au" |

| Stop on track |

| Unknown route-map component "GRZq" + Restricted border on track |

| Unknown route-map component "SKRZ-Au" |

| Unknown route-map component "SKRZ-G2o" |

|  | Unknown route-map component "eHST" |

|  | Unknown route-map component "eABZgl" | Unknown route-map component "exKBSTeq" |

| Stop on track |

| Unknown route-map component "hKRZWae" |

|  | Unknown route-map component "ABZg+l" | Unknown route-map component "CONTfq" |

| Unknown route-map component "hSKRZ-G4hlru" |

| Station on track |

|  | Junction both to and from left | Unknown route-map component "ENDEeq" |

| Continuation forward |

Dopo aver lasciato la stazione di Pehlivanköy, la ferrovia procede affiancata alla linea per Pythio per circa 5 km, prima di virare in direzione nord-ovest per raggiungere Edirne quasi in linea retta, attraverso un territorio pianeggiante. Vicino ad Edirne la linea corre lungo le sponde del fiume Evros, stretta fra le sponde stesse e la città vecchia. La linea oltrepassa quindi il fiume Tundža e raggiunge quasi in linea retta la stazione di Kapıkule. Fra questa località e Kapitan Andreevo la linea oltrepassa il confine con la Bulgaria per poi, dopo aver attraversato nuovamente il fiume Evros, raggiungere la stazione di Svilengrad.